# Gustav von Myrdacz
Gustav von Myrdacz (ur. 7 grudnia 1876 w Wiedniu, zm. 14 kwietnia 1945 w Tiranie) – oficer cesarskiej i królewskiej Armii oraz generał major armii albańskiej.

## Życiorys
Urodził się w rodzinie Paula, generała lekarza sztabowego, szefa sanitarnego 4 Korpusu w Budapeszcie, i Emmy z domu Zettl. 
28 sierpnia 1897, po ukończeniu studiów w szkole wojskowej w Wiedniu, został mianowany podporucznikiem i wcielony do Węgierskiego Batalionu Strzelców Polnych Nr 32, który wówczas stacjonował w Zaleszczykach. W latach 1901–1903 był słuchaczem Szkoły Wojennej w Wiedniu, a następnie pełnił służbę jako oficer sztabowy. W 1913 w stopniu majora służył w sztabie generalnym armii austro-węgierskiej.
Kiedy rozpoczęła się I wojna światowa Myrdacz służył w Sarajewie. W grudniu 1915 otrzymał przydział do XIX Korpusu (dow. gen. Ignaz von Trollmann), który brał udział w walkach w Serbii i opanowaniu północnej Albanii. W czasie służby w Albanii poznał pułkownika Ahmeda Zogollego, z którym się zaprzyjaźnił. 1 maja 1917 Myrdacz został dowódcą IV batalionu straży granicznej (Grenzjägerbataillon IV), a w sierpniu 1917 szefem sztabu 14 Dywizji Piechoty na froncie włoskim. Brał udział w bitwie nad Isonzo.
5 stycznia 1918 otrzymał promocję na stopień pułkownika. 16 lipca 1918 dowodził 117 Pułkiem Piechoty w czasie ataku na przełęcz Tonale w Tyrolu, rozpoczynającej bitwę nad Piawą. W czasie walk dostał się do niewoli włoskiej. 
Po uwolnieniu z niewoli w październiku 1919 wrócił do Austrii. W Grazu otrzymał stanowisko zastępcy komendanta miejscowej milicji (Stellvertretender Stadtkommandant). 20 maja 1922 przyjechał do Albanii, wraz z grupą doradców zagranicznych. W Albanii został naturalizowany. Mając poparcie A. Zogu, 18 grudnia 1925 w randze pułkownika objął stanowisko szefa sztabu armii albańskiej, a w 1933 otrzymał awans na stopień generalski. Po inwazji włoskiej na Albanię w kwietniu 1939 opuścił Tiranę wraz z rodziną Zogu, ale nie przekroczył granicy greckiej tylko powrócił do Tirany, gdzie nie był niepokojony przez włoskie władze okupacyjne.
W okresie II wojny światowej pomagał organizować jednostki albańskie w Kosowie. Po zajęciu Albanii przez jednostki niemieckie we wrześniu 1943 Myrdacz został awansowany do stopnia generała dywizji, a 23 października 1943 objął stanowisko szefa sztabu generalnego armii albańskiej.
W 1945 został schwytany przez partyzantów AWN, następnie odbył się w Tiranie jego proces pokazowy. Sąd Specjalny, pod kierownictwem Koçiego Xoxe skazał Myrdacza na karę śmierci za współpracę z okupantem. Został rozstrzelany na przedmieściach Tirany. Według relacji Pjetera Pepy ostatnie słowa Myrdacza przed egzekucją brzmiały: Umieram jako Albańczyk, bo pracowałem z oddaniem na rzecz demokratycznej armii albańskiej.
Został odznaczony Orderem Skanderbega I kl.